# Hörnskåp

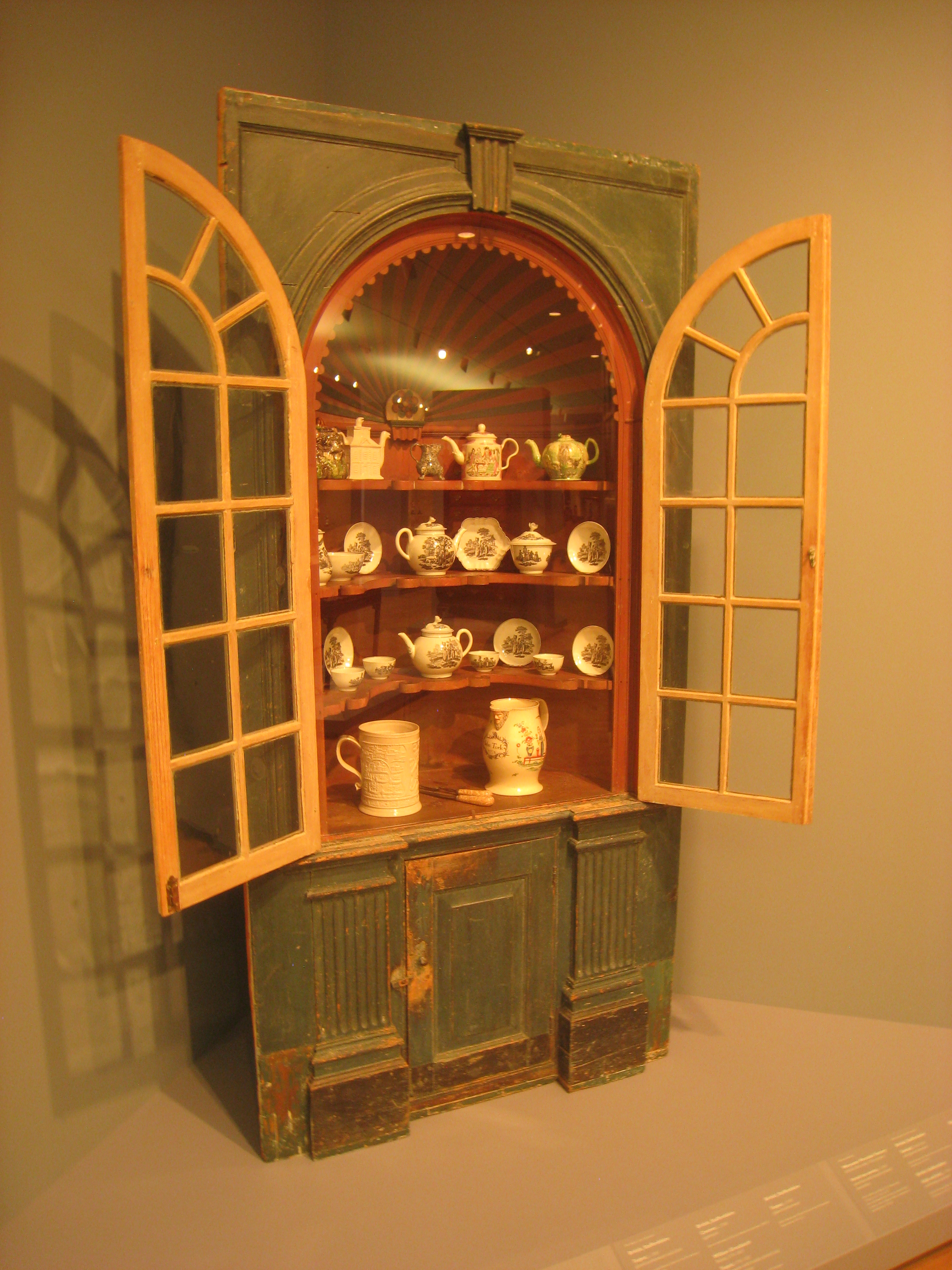
Hörnskåp från 1700-talet.

Hörnskåp med spegel, 1873.

Hörnskåp är ett skåp som är konstruerat för att placeras i ett hörn. Ordet är belagt i svenska språket åtminstone sedan 1650.
I allmogehemmet var hörnskåpet ofta ett litet femkantigt skåp.
Hörnskåpet är oftast triangulärt och har därmed en 90 graders vinkel någonstans som gör att skåpet kan placeras i ett hörn. Vissa hörnskåp hänger man upp i ett hörn; andra spikar eller skruvar man upp och det finns dem som man bara ställer i ett hörn.